# دیلان رایان
دیلان رایان (انگلیسی: Dylan Ryan؛ زاده ۲۱ آوریل ۱۹۸۶) یک بازیگر پورنوگرافی است.

## شغل فیلم بزرگسال
رایان شغل پورنوگرافی خود را از سال ۲۰۰۴ آغاز کرد. او پیش از وارد شدن به این حرفه یک تن‌نشان بود.